# Саутгемптон Тауншип (округ Бедфорд, Пенсільванія)
Саутгемптон Тауншип (англ. Southampton Township) — селище (англ. township) в США, в окрузі Бедфорд штату Пенсільванія. Населення — 847 осіб (2020).

## Демографія
Згідно з переписом 2010 року, у селищі мешкало 976 осіб у 400 домогосподарствах у складі 284 родин. Було 557 помешкань
Расовий склад населення:
| - 98,3 % — білих - 0,1 % — корінних американців - 0,1 % — чорних або афроамериканців - 0,1 % — азіатів |

До двох чи більше рас належало 1,2 %. Частка іспаномовних становила 0,7 % від усіх жителів.
За віковим діапазоном населення розподілялося таким чином: 21,5 % — особи молодші 18 років, 58,0 % — особи у віці 18—64 років, 20,5 % — особи у віці 65 років та старші. Медіана віку мешканця становила 46,4 року. На 100 осіб жіночої статі у селищі припадало 105,0 чоловіків;  на 100 жінок у віці від 18 років та старших — 105,4 чоловіків також старших 18 років.
Середній дохід на одне домашнє господарство  становив 55 516 доларів США (медіана — 46 964), а середній дохід на одну сім'ю — 64 331 долар (медіана — 61 000). Медіана доходів становила 40 917 доларів для чоловіків та 28 229 доларів для жінок. За межею бідності перебувало 3,5 % осіб, у тому числі 0,0 % дітей у віці до 18 років та 9,2 % осіб у віці 65 років та старших.
Цивільне працевлаштоване населення становило 383 особи. Основні галузі зайнятості: освіта, охорона здоров'я та соціальна допомога — 25,8 %, будівництво — 16,7 %, роздрібна торгівля — 13,1 %, виробництво — 13,1 %.